# Москалёв, Сергей Юрьевич
Сергей Юрьевич Москалёв (род. 25 мая 1974) — российский хоккеист, нападающий.
Воспитанник новокузнецкого хоккея. В сезоне 1993/94 дебютировал в первенстве России за «Шахтёр» Прокопьевск, с этого же сезона стал играть за вторую команду новокузнецкого «Металлурга». В следующем сезоне дебютировал в МХЛ в составе «Металлурга». Провёл за команду 11 сезонов. В 2005 году перешёл в СКА где, как и в «Металлурге», стал капитаном команды. Перед стартом первого сезона КХЛ перешёл в ХК МВД, где и завершил карьеру.
Генеральный директор ООО «Хоккей без границ».